# Narvik Stadion
Narvik Stadion – stadion piłkarski w Narwiku, w Norwegii. Został otwarty w 1963 roku. Może pomieścić 2000 widzów. Swoje spotkania rozgrywają na nim piłkarze klubu FK Mjølner. W latach 1972 i 1989 obiekt gościł mecze najwyższego poziomu ligowego z udziałem tego zespołu.